# Седьмое путешествие Синдбада
«Седьмое путешествие Синдбада» (англ. The Seventh Voyage Of Sinbad) — американский приключенческий фильм-сказка об очередном путешествии легендарного морехода из книги «Тысяча и одна ночь». Поставлен на студии Columbia Pictures режиссёром Натаном Юраном и вышел в прокат в 1958 году. Это первый фильм из трилогии о Синдбаде, созданной творческим тандемом продюсера Чарльза Х. Шнеера и мастера специальных эффектов Рэя Харрихаузена. Картина включена в Национальный реестр фильмов США.

## Сюжет
Сюжет кинофильма не совпадает с литературным источником и представляет собой вольный пересказ сразу нескольких путешествий Синдбада.
Синдбад возвращается из дипломатического путешествия в королевство Чандра. С ним едет принцесса Чандры Париса. Синдбад и Париса полюбили друг друга, и их брак должен стать гарантом мира между Багдадом и Чандрой. Корабль попадает в густой туман, сбивается с курса, и мореход со своими товарищами оказывается на острове Циклопов, где сталкивается с волшебником Сокурой, которого преследует циклоп. Синдбад и его команда спасают Сокуру, но тот теряет свою волшебную лампу, которая теперь оказывается у циклопа. Несмотря на просьбу Сокуры, Синдбад отказывается вернуться на остров, чтобы вернуть волшебнику лампу, так как не хочет рисковать, пока его дипломатическая миссия не завершена и между Багдадом и Чандрой не установился мир.
После возвращения Синдбада в Багдад готовится свадьба. Отец Парисы, султан Чандры, прибывает в качестве почётного гостя. Во время пира в честь султана колдун Сокура демонстрирует своё искусство магии, временно превращая служанку принцессы в помесь женщины и змеи. Несмотря на это, халиф Багдада отказывается помочь Сокуре вернуться на остров Циклопов. Тогда колдун ночью тайно накладывает на принцессу злые чары — во много раз уменьшает девушку до роста Дюймовочки. Потрясённый султан Чандры в гневе грозит багдадскому халифу войной. Синдбад и халиф вынуждены обратиться к Сокуре. Маг притворяется, что он здесь ни при чём, но готов развеять чары, если Синдбад принесёт ему для зелья скорлупу яиц двуглавой птицы Рух с острова Циклопов.
Мореход вновь призывает своих друзей в плавание, но для осуществления такого опасного замысла моряков недостаточно. Синдбад вынужден привлечь в команду заключённых из тюрьмы халифа. Во время плавания те поднимают бунт, захватывают Синдбада, его ближайшего помощника и Сокуру, и швыряют их в трюм, после чего начинают держать курс в сторону караванных путей — чтобы начать захватывать и грабить корабли. Однако Сокура предупреждает остальных пленников — что уже ночью пираты погибнут от криков демонов, обитающих в тех местах. Пленники затыкают уши ватой, пропитанной воском, и тем самым в какой-то степени защищают себя от этой опасности. Во время беспрерывных криков демонов у пиратов начинаются страшные мучения и конвульсии, и они теряют управление кораблём — который во время сильного шторма идёт прямо на скалы острова. 
Один из бунтовщиков, понимая, что только Синдбад может всех спасти, освобождает капитана и остальных пленников. В это время главарь пиратов забирается на мачту, желая увидеть — что там вдали, но не выдерживает жутких криков демонов, падает с мачты на палубу и погибает. Синдбад встаёт у руля, а знающий путь между скал Сокура показывает его Синдбаду. На острове команда разделяется на две группы. Отряд, возглавляемый Синдбадом, захвачен циклопом и посажен в клеть. Оставшийся на свободе Сокура отказывается прийти на помощь капитану — вместо этого он бросается в находящуюся рядом пещеру и отыскивает там свою лампу. С помощью принцессы Парисы героям удаётся бежать. В ходе схватки с циклопом гибнут несколько товарищей Синдбада. Синдбад ослепляет одноглазого великана, а затем хитростью увлекает его к краю пропасти. Синдбад забирает лампу у Сокуры, обещая отдать её после того, как волшебник расколдует принцессу.
Миниатюрная Париса проникла в волшебную лампу и подружилась с Барани, мальчиком-джинном. В обмен на обещанную свободу Барани сообщает принцессе заклинание, вызывающее его из лампы. Ценой жизни оставшихся людей из отряда Синдбада скорлупа яиц птицы Рух получена. Сокура возвращает принцессе нормальный рост и требует от Синдбада вернуть волшебную лампу. Не доверяя колдуну, Синдбад обещает вернуть лампу, только когда они вернутся на корабль. Сокура пытается убить Синдбада, натравливая на него ожившего воина-скелета, которого Синдбад побеждает. С помощью джинна Синдбад и Париса выбираются из пещеры Сокуры. По дороге они бросают лампу в огненную реку, поскольку только так джинн может обрести свободу. Пройдя схватку с ещё одним циклопом, злобным драконом и одолев самого Сокуру, герои возвращаются на корабль. Там их встречает освобождённый Барани, ставший юнгой Синдбада. В качестве свадебного подарка он наполнил каюту будущих молодожёнов сокровищами циклопов.

## В ролях
- Кервин Мэтьюз — Синдбад-мореход (в советском прокате дублировал Виктор Рождественский)
- Кэтрин Кросби — принцесса Париса (в советском прокате дублировала Антонина Кончакова)
- Ричард Айер — джинн (в советском прокате дублировала Тамара Дмитриева)
- Торин Тэтчер — колдун Соку́ра (в советском прокате дублировал Владимир Кенигсон)
- Алек Манго — халиф Багдадский (в советском прокате дублировал Сергей Цейц)
- Дэнни Грин — Карим (в советском прокате дублировал Яков Беленький)
- Харольд Каскет — султан, отец Парисы (в советском прокате дублировал Алексей Кельберер)
- Альфред Браун — Харуфа (в советском прокате дублировал Эммануил Геллер)

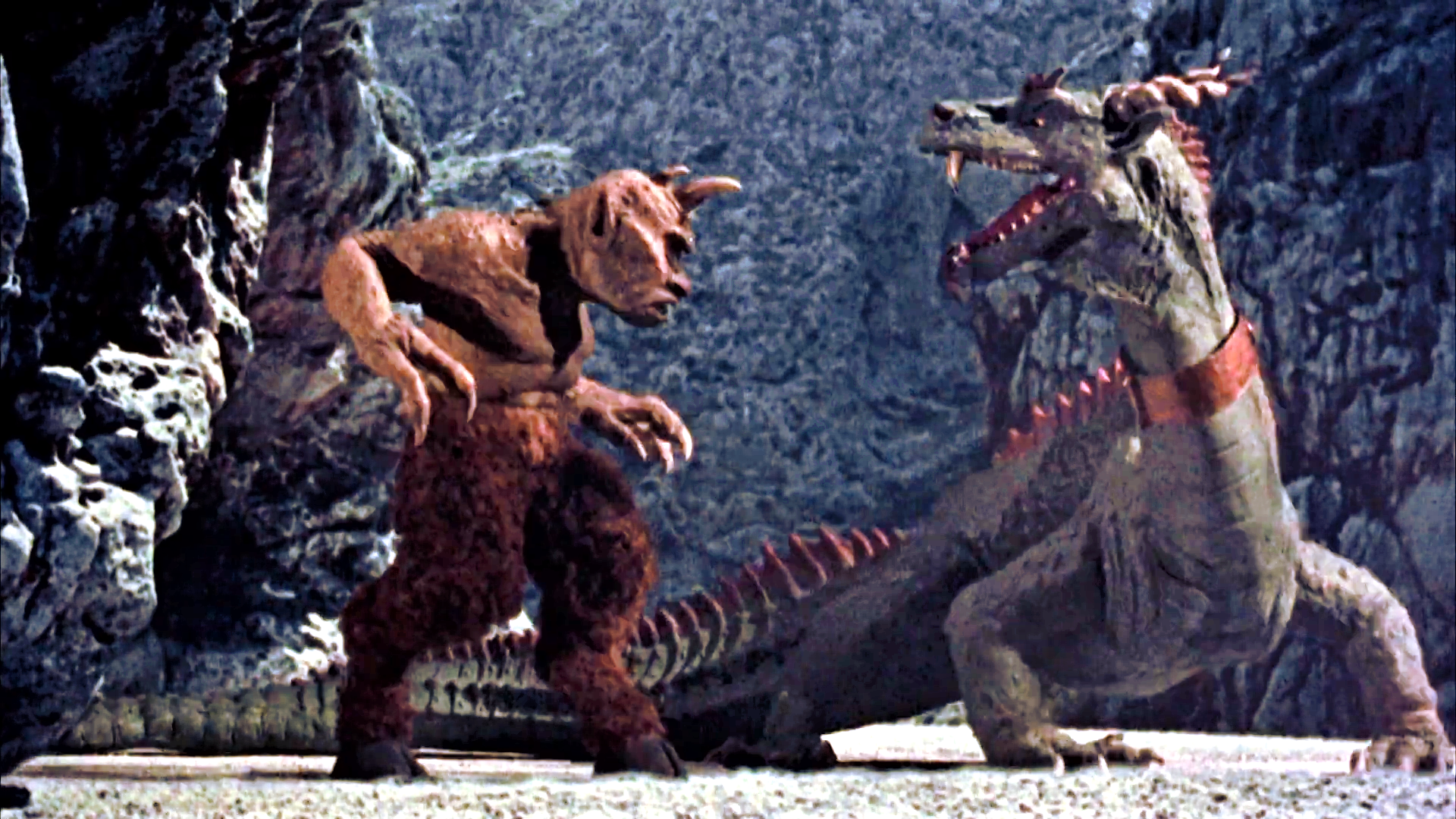
Сражение циклопа и дракона. Эпизод фильма.

Фильм дублирован на русский язык на киностудии «Союзмультфильм»; режиссёр дубляжа — Георгий Калитиевский.

## Критика
Отзывы критиков в подавляющей массе положительны. Особое внимание уделяется спецэффектам Рэя Харрихаузена. «Кервин Мэтьюз создаёт Синдбада притягательным, скорее более сдержанным, чем бравурным; Кэтрин Кросби прелестна в роли принцессы; у Торина Тэтчера достаточно зловещий для колдуна взгляд <…> Но это не тот фильм, в котором игра актёров имеет большое значение. Это в первую очередь зрелище, действие происходит быстро и почти бесперерывно. Рэй Харрихаузен, который отвечал за визуальные эффекты, выступает как главный герой этого произведения». При этом критиками нередко подчёркивалась чрезмерная эклектика всех трёх фильмов о Синдбаде: «трилогия <…> этих фильмов как нельзя лучше соответствовала чисто американскому „вавилонскому столпотворению“. Где ещё можно совершить путешествие из Багдада к Южному полюсу в египетскую гробницу за Светом Аполлона?»
Совершенно неизвестный в СССР жанр и невероятные для своего времени спецэффекты сделали фильм настоящим лидером проката. «В советские времена, когда западная культура текла к нам узеньким ручейком, буквально бесконечным хитом пацанов стало „Седьмое путешествие Синдбада“. Конечно, американцы не могли обойтись без интриги, придумав злодея, который борется с героем, а также любовной линии, которой в арабских сказках нет и в помине». Вопрос допустимого соотношения доходности в прокате и количества иностранных фильмов контролировался высшими идеологическими органами СССР. В одном из докладов в идеологическую комиссия ЦК КПСС сообщалось: «если советская картина „Простая история“ демонстрировалась по 7 дней, то слабые в художественном отношении буржуазные фильмы „Путешествие Синдбада“ — 21 день, „Римские каникулы“ —12 дней…».